# Колібрі карибський
Колі́брі карибський (Eulampis holosericeus) — вид серпокрильцеподібних птахів родини колібрієвих (Trochilidae). Мешкає на Пуерто-Рико та на Малих Антильських островах.

## Опис
Довжина птаха становить 10,5-12,5 см, самці важать 5,6-7,8 г, самиці 5-6,1 г. У самців верхня частина тіла бронзово-зелена з металевим відблиском, верхні покривні пера хвоста у них синьо-зелені, хвіст округлий, темно-синій. Щоки, підборіддя і горло зелені з металевим відблиском, середина грудей синя, решта нижньої частини тіла чорна. Дзьоб чорний, середньої довжини, дещо вигнутий.
Самиці мають подібне забарвлення, однак дзьоб у них більш довгий і більш вигнутий. Забарвлення молодих птахів є подібне до забарвлення дорослих птахів, однак пера на голові у них мають коричневі краї. У представників підвиду E. h. chlorolaemus нижня частина тіла більш темна, ніж у представників номінативного підвиду.

## Таксономія
Карибський колібрі був описаний шведським натуралістом Карлом Ліннеєм у 1758 році, в десятому виданні його праці «Systema Naturae» під назвою Trochilus holosericeus. Лінней опирався на більш ранній опис, зроблений англійським натуралістом Джорджем Едвардсом у 1743 році в праці «A Natural History of Uncommon Birds». Типовою місцевістю виду були визначені Малі Антильські острови. Пізніше карибського колібрі було переведено до роду Аметистовогорлий колібрі (Eulampis), введеного німецьким натуралістом Фрідріхом Бойє у 1831 році.

## Підвиди
Виділяють два підвиди:
- E. h. holosericeus (Linnaeus, 1758) — схід Пуерто-Рико, Віргінські острови і Малі Антильські острови (за винятком Гренади);
- E. h. chlorolaemus Gould, 1857 — острів Гренада.

## Поширення і екологія
Карибські колібрі живуть у вологих і сухих тропічних лісах, у вторинних заростях, в мангрових лісах, парках і садах, на Мартиніці у більш сухих місцевостях. Зустрічаються на висоті до 1000 м над рівнем моря, на Домініці також в передгір'ях. Живляться нектаром квітучих чагарників і невисоких дерев, а також дрібними комахами і павуками, яких ловлять в польоті. Самці захищають кормові території протягом всього року, самиці лише під час негніздового періоду. 
Сезон розмноження у карибських колібрі триває з березня по липень. Гніздо невелике, чашоподібне, встелюється м'якими рослинними волокнами, зовні покривається лишайниками і корою, розміщується в розвилці між гілками, на висоті від 2 до 9 м над землею. В кладці 2 яйця. Інкубаційний період триває 17-19 днів, пташенята покидають гніздо через 20-22 дні після вилуплення. Птахи набувають статевої зрілості у віці 2 років. За сезон іноді може вилупитися 2 виводки.